# توني فيتزباتريك
توني فيتزباتريك (بالإنجليزية: Tony Fitzpatrick)‏ (3 مارس 1956 بغلاسكو في المملكة المتحدة - ) هو مدرب كرة قدم ولاعب كرة قدم بريطاني في مركز الوسط. شارك مع منتخب اسكتلندا تحت 21 سنة لكرة القدم. أما مع النوادي، فقد لعب مع نادي بريستول سيتي ونادي سانت ميرين ورابطة كرة القدم الاسكتلندية الحادية عشر ‏.

## وصلات خارجية
- توني فيتزباتريك على موقع قاعدة بيانات كرة القدم.إي يو (الإنجليزية)